# Grande prêtresse d'Athéna
La grande prêtresse d'Athéna, ou grande prêtresse d'Athéna Polias, est la femme qui remplissait la fonction sacerdotale au service de la déesse Athéna Polias (en grec ancien Ἀθηνᾶ Πολιοῦχος / Athênā Polioūkos ou Πολιάς / Poliás), la divinité protectrice de l'Athènes antique. Elle détenait la prêtrise la plus importante et la plus prestigieuse des Athéniens, exerçant sa fonction religieuse, à l’époque classique, au temple d'Athéna Polias, entre le Parthénon et l'Érechthéion, sur l'Acropole d'Athènes. Celle qui était chargée de ce ministère jouissait d'une grande considération : femme respectable et respectée, elle jouait un rôle officiel qui n'était pas courant dans la ville antique. Il est mentionné à plusieurs reprises qu'elle a exercé son influence sur des événements historiques importants et elle est connue pour avoir influencé des fonctions par recommandation. Elle est la grande prêtresse de l'un des trois cultes de l'Acropole d'Athènes : les deux autres sont le grand prêtre de Poséidon-Érechthéion et la prêtresse d'Athéna Niké. 

## Fonction sacerdotale et civique
La prêtresse d’Athéna Polias est désignée à vie parmi les femmes âgées des Étéoboutades, cette famille sacerdotale qui fournissait également le prêtre de Poseidon Érechtheus. Elle peut être veuve comme l'était Praxithée, femme d'Érichthonios. La fonction de prêtre était parfois associée à certaines exigences comme le respect de la chasteté, mais aussi à certains interdits : la prêtresse d’Athéna Polias à Athènes ne pouvait pas manger du fromage du pays.  

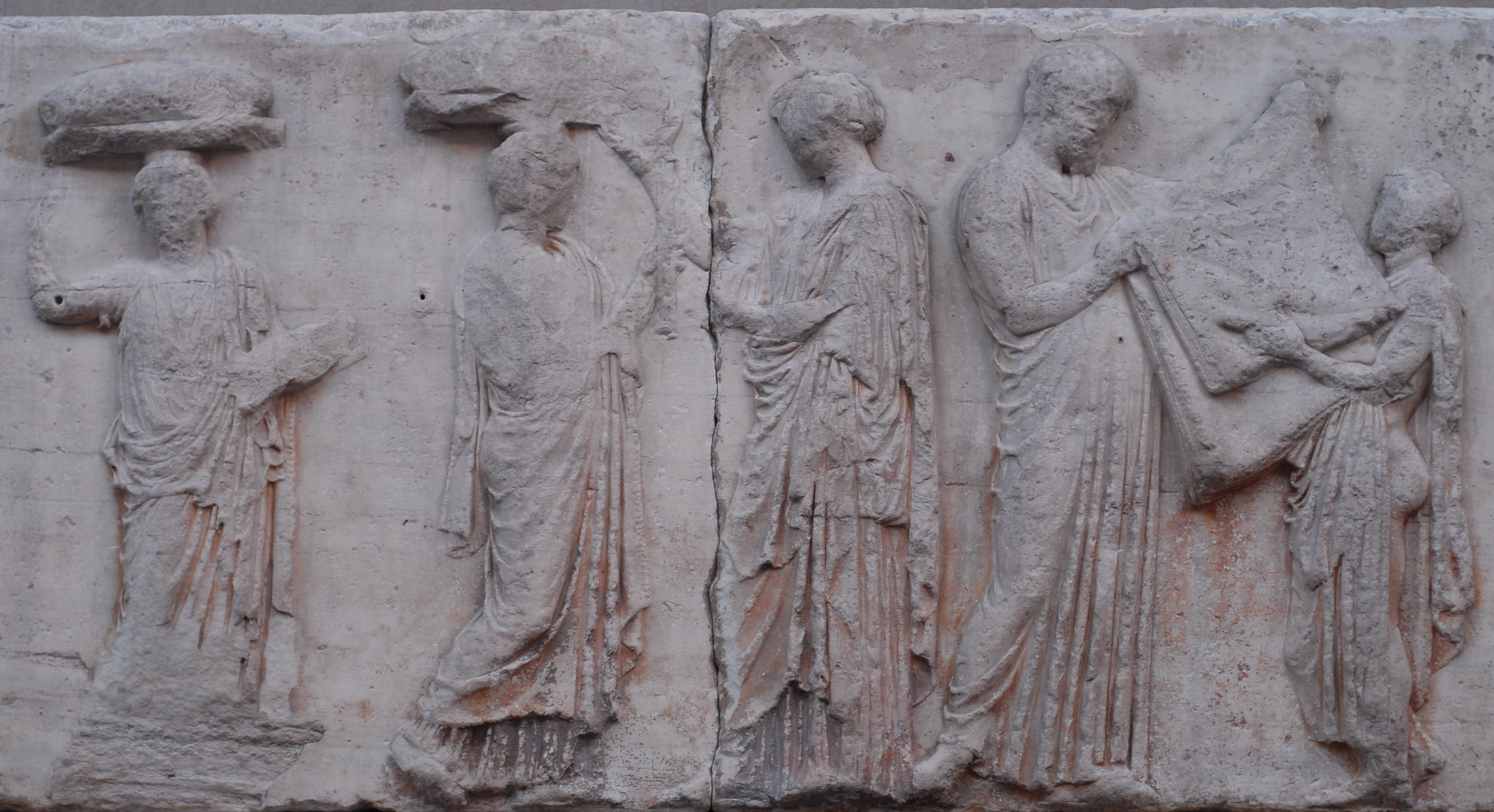
Procession des Panathénées, Frise du Parthénon.
Deux jeunes filles, à gauche, portant sur la tête un tabouret et des coussins, s'approchent d'une femme, au centre, généralement identifiée comme la grande prêtresse d’Athéna. À droite, l’archonte-roi reçoit une pièce de tissu pliée, peut-être le péplos. British Museum.

Elle trône dans le temple dont elle a la charge, et prend grand soin de la statue d’Athéna, un simple xoanon en bois d’olivier représentant la déesse en position assise, comme on le voit chez Homère. Devant cette statue, considérée comme une image divine (εἰκών ἔνθεος / eikốn entheos), brûlait en permanence une lampe à huile. Athéna Polias, déesse ancestrale, celle que Platon appelle « la vierge, notre souveraine », était en effet l’objet d’une vénération particulière. La prêtresse supervise le culte d'Athéna dans la cité, particulièrement au cours des fêtes majeures des Petites et des Grandes Panathénées, mais aussi pendant les célébrations des Chalkeia, des Plyntéria, des Kallyntéria, durant la procession rituelle des arrhéphores et au cours des Skira ou Fête des parasols ; elle est assistée par une desservante appelée diakonos et par plusieurs autres de moindre importance, telles que les plyntrides, les arrhéphores, les canéphores, la trapézophore et la kosmô. Dans le rite secret des Arrhéphories, des jeunes filles appartenant à des familles aristocratiques reçoivent de la prêtresse d’Athéna les cistes contenant des sacra qu’elles portent dans un autre sanctuaire.

Elle possède en outre une capacité civique, accomplissant les tâches qui relèvent du domaine public (fêtes et sacrifices) et du domaine privé (naissance, mort, mariage des Athéniens). Connue de tous, elle parcourt la cité et jouit d’importantes prérogatives, comme le rappelle Stella Georgoudi : 

« Libre de ses mouvements, elle peut échapper à la tutelle masculine, prendre des initiatives, faire des déclarations (à propos par exemple de certaines offrandes), se mettre en rapport avec d’autres magistats comme les trésoriers d’Athéna, pour leur remettre des dédicaces. Comme “tous ceux qui touchent de près ou de loin aux affaires publiques”, dit Eschine, la prêtresse est soumise à l’obligation de rendre des comptes pour la gestion de son sanctuaire. Tout au long de son service, elle n’est pas seulement responsable en tant qu’individu, mais sa responsabilité “s’étend aux familles sacerdotales tout entières” dit encore Eschine. Ainsi, son intégrité dans les affaires du temple apporte de la gloire aussi bien à son mari qu’à toute sa lignée. [...] Elle a le droit d’apposer son sceau (συσσημαίνεσθαι τὰ γράμματα / sussêmaínesthai tà grámmata) sur les registres relatifs sans doute à l’argent de la déesse ou aux inventaires des offrandes. »

Si elle s’estime lésée dans les biens de la déesse, elle peut, en son nom propre, introduire une action en justice. Au nom de la cité, et « pour la santé et le salut du Conseil et du peuple, des enfants et des femmes », elle accomplit des sacrifices, ou offre à la déesse des objets de valeur : elle fait tout son possible pour se ménager la bienveillance de la déesse tutélaire en faveur d’Athènes. En récompense de ses services, elle reçoit les honneurs publics de la cité, parfois accompagnés d’une couronne, avec l’éloge du Conseil et du peuple athénien.

## Histoire
Le culte d’Athéna s’impose pendant le règne du fondateur mythique de la cité, Kécrops, et la grande prêtresse de la déesse Poliade apparaît sous le règne d’Érechthée. Entre ces deux rois autochthones, Aglauros est mentionnée chez l’atthidographe Philochore comme prêtresse (en grec ancien ἱέρεια / hiéreia) d’Athéna. En se jetant volontairement du haut de la falaise de l’Acropole, elle sauve la cité de la guerre destructrice opposant Athènes à Éleusis,. La prêtresse Praxithée ainsi qu’Aglauros auraient d’abord exercé leur sacerdoce dans l’ancien temple d’Athéna qui précéda l’Érechthéion. Plus tard, lorsque la construction de ce temple eut été achevée, au Ve siècle av. J.-C., les prêtresses d’Athéna remplirent leurs tâches cultuelles dans l’enceinte sacrée de l’Érechthéion. 
Une longue liste de prêtresses d’Athéna Polias entre la fin du Ve siècle av. J.-C. et jusqu’au IIIe siècle apr. J.-C. mentionne les noms d’environ vingt-sept Athéniennes, entre autres Pentétéris, Philtéra, Stratokleia, Megistè et Hipposthénis. La première d’entre elles et la prêtresse la plus connue ayant occupé cette fonction est Lysimachè I ; mariée et mère de famille, elle entra en service probablement dans le dernier quart du Ve siècle av. J.-C., et resta prêtresse d’Athéna pendant soixante-quatre ans ; elle eut sa statue sculptée par Démétrios sur l’Acropole.
La fonction n'a pas survécu à l'interdiction de tous les sacerdoces non chrétiens pendant la persécution des païens dans l'Empire romain tardif.